# Rudi Bommer
Rudolf Bommer est un footballeur allemand né le 19 août 1957 à Aschaffenbourg.

## Carrière

### Joueur
- 1975-1976 : Kickers Offenbach  Allemagne
- 1976-1985 : Fortuna Düsseldorf  Allemagne
- 1985-1988 : Bayer Uerdingen  Allemagne
- 1988-1992 : Viktoria Aschaffenbourg  Allemagne
- 1992-1997 : Eintracht Francfort  Allemagne

### Entraîneur
- 1996 :Eintracht Francfort (intérim)  Allemagne
- 1997-1998 : VfR Mannheim  Allemagne
- 1998-2000 : Viktoria Aschaffenbourg  Allemagne
- oct. 2000-2004 : Wacker Burghausen  Allemagne
- 2004 : TSV Munich 1860  Allemagne
- 2005-2006 : Sarrebruck  Allemagne
- 2006-nov. 2008 : MSV Duisbourg  Allemagne
- 2011-déc. 2011 : SV Wacker Burghausen  Allemagne
- depuis déc. 2011 : Energie Cottbus  Allemagne

## Palmarès
- 6 sélections et 0 but avec l'équipe d'Allemagne en 1984